# Anodontia
In odontoiatria, l'anodontia, o anche anodontia vera, è una malattia genetica rara caratterizzata dalla mancanza congenita di tutti i denti decidui e/o permanenti. È associata con il gruppo di malattie della pelle e del sistema nervoso chiamato displasia ectodermica. L'anodontia è comunemente parte di un più ampio quadro clinico e di rado occorre isolatamente.

## Descrizione
"L'anodontia è l'assenza congenita dei denti e può presentarsi in alcuni (anodontia parziale o ipodontia) o tutti i denti, in entrambe le fasi di dentizione o solo quella dei denti permanenti." (Dorland's 1998). Si possono trovare altre denominazioni della malattia: anodontia parziale, agenesia, ipodontia, oligodontia, assenza congenita, anodontia, aplasia bilaterale. Anodontia è il termine usato nel vocabolario Medical Subject Headings (MeSH) reperibile su MEDLINE, sviluppato dalla United States National Library of Medicine. 

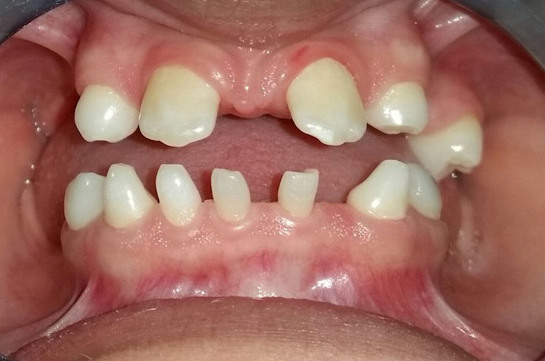
Un caso di anodontia parziale con denti conici

 L'anodontia di almeno un dente permanente è la più comune anomalia dentale e può contribuire a disfunzione masticatoria, dell'espressione, malocclusione, o problemi estetici. (Shapiro, Farrington 1983). L'assenza degli incisivi laterali rappresenta il difetto più comune. Gli individui (la rilevazione è stata effettuata su bambini) con questa condizione sono percepiti come socialmente più aggressivi rispetto a persone senza anodontia. (Shaw 1981).
L'anodontia parziale, nota come ipodontia, oligodentia, o in alcuni casi con il termine agenesia seguito dal nome dei denti mancanti, è l'assenza congenita di uno o più denti. L'assenza di tutti i denti del giudizio, o dei terzi molari è relativamente comune.

## Terapia
La sostituzione protesica di denti mancanti è possibile tramite l'utilizzo di impianti dentali o dentiere. Il trattamento può riuscire a dare ai pazienti un miglior controllo funzionale della loro bocca e un'apparenza meno discriminante.